# Lista över Amerikanska Samoas guvernörer
Detta är en lista över Amerikanska Samoas guvernörer.
| Namn                 | Ämbetsperiod                    |
| -------------------- | ------------------------------- |
| Hyrum Rex Lee        | 28 maj 1977 – 3 januari 1978    |
| Peter Tali Coleman   | 3 januari 1978 – 3 januari 1985 |
| A.P. Lutali          | 3 januari 1985 – 2 januari 1989 |
| Peter Tali Coleman   | 2 januari 1989 – 3 januari 1993 |
| A.P. Lutali          | 3 januari 1993 – 3 januari 1997 |
| Tauese P. Sunia      | 3 januari 1997 – 26 mars 2003   |
| Togiola Tulafono     | 26 mars 2003 – 3 januari 2013   |
| Lolo Matalasi Moliga | 3 januari 2013 – 3 januari 2021 |
| Lemanu Peleti Mauga  | 3 januari 2021 –                |